# Abundius a Abundantius
Abundius a Abundantius byli křesťanští mučedníci, kteří byli popraveni během Diokleciánova pronásledování křesťanů. Jejich svátek se slaví 16. září.
Podle pasionálu byli během Diokleciánova pronásledování křesťanů kolem roku 304 v Římě zajati presbyter Abundius a jáhen Abundantius. Po zadržení byli mučení a následně odsouzeni k smrti. Zatímco v poutech byli vedeni na Via Flaminia, místo určené k popravě, potkali senátora Marciana, jehož mrtvý syn Jan byl vzkříšen modlitbami dvou Kristových učedníků. Jan i Marcián přesvědčeni o pravdě křesťanské víry požádali o křest. Za to byli také odsouzeni a sťati společně s Abundiem a Abundantiem na 26. milníku Via Flaminia. Zbožná křesťanka jménem Theodora, která se dozvěděla o popravě čtyř mučedníků, shromáždila jejich ostatky a pohřbila je na svém pozemku, při úpatí hory Soracte.
I když popis z pasionálu vyvolal pochybnosti o pravdivosti některých údajů, archeologický průzkum provedený v katakombách poblíž obce Rignano Flaminio vedl k objevu pohřebiště, kde byl nalezen epigraf s textem: Abundio presbytero martyri sancto . dep. VII idus dec. Archeologové se domnívájí, že se jedná o epitaf vůdce skupiny a je pravděpodobné, že kolem hrobek mučedníků vznikl hřbitov Rignano Flaminio. Svátek čtyř mučedníků se slaví 16. září, který je možná shodný s dnem jejich popravy.
V roce 1001, za vlády císaře Oty III., byly ostatky Theodory, Abundia a Abundantia přeneseny do kostela San Bartolomeo all'Isola, poté do kostela svatého Kosmy a Damiána v Římě a nakonec v roce 1583 do kostela Santissimo Nome di Gesù, kde byly umístěny pod hlavním oltářem. U oltáře sloužil mši jezuita sv. Alois Gonzaga.
Relikvie Jana a Marciána byly přeneseny do katedrály Civita Castellana.